# Siler garganicum
Siler garganicum är en flockblommig växtart som beskrevs av Albert Thellung. Siler garganicum ingår i släktet Siler och familjen flockblommiga växter. Inga underarter finns listade i Catalogue of Life.